# Ludi Plebeii
Плебейські ігри (лат. Ludi Plebeii) — релігійні ігри, що відбувалися у Стародавньому Римі в середині (16-18) листопада. Ігри організовували плебейські еділи. Перед 207 до н. е. ігри тривали 1 день, а наприкінці Римської республіки вже 14 днів з 4 по 17 листопада. У 4 ст. втратили свою значимість. У календарі Філокала позначені лише з 12 по 16 листопада.
Ludi Plebeii як і Ludi Romani супроводжували equorum probatio - офіційний парад кавалерії еквітів. Також вони передували жертвоприношенням та святковому обіду у честь Юпітера при урочистостях Epulum Jovis.